# Thomas Graham Jr.
Thomas Graham Jr. (Rancho Cucamonga, 26 giugno 1999) è un giocatore di football americano statunitense che milita nel ruolo di cornerback per i Pittsburgh Steelers della National Football League (NFL).

## Carriera

### Chicago Bears
Graham al college giocò a football a Oregon. Fu scelto nel corso del sesto giro (228º assoluto) del Draft NFL 2021 dai Chicago Bears. Fu svincolato il 31 agosto 2021 e rifirmò con la squadra di allenamento il giorno successivo. Fu promosso nel roster attivo dopo che la linea secondaria dei Bears fu decimata dagli infortuni e dal COVID-19. Debuttò nella NFL il 20 dicembre contro i Minnesota Vikings. Dopo avere giocato ogni snap in difesa, con 7 tackle e 3 passaggi deviati, il giorno successivo firmò con il roster attivo. La sua stagione da rookie si chiuse con 4 presenze, di cui una come titolare.

### Cleveland Browns
Il 13 settembre 2022 Graham firmò con i Cleveland Browns.

### Pittsburgh Steelers
Il 23 gennaio 2024 Graham firmò un contratto da riserva con i Pittsburgh Steelers.